# Узгенские мавзолеи Караханидов
Узгенские мавзолеи Караханидов — архитектурный памятник, тюркской династии Караханидов, представляет собой три караханидские усыпальницы, двое из которых построены в XII веке в Узгене (Кыргызстан) по сторонам поминальной мечети X века, к тому времени уже полуразрушенной.
Узгенский мавзолейный комплекс состоит из трех сооружений, которые, исходя из расположения, были названы Северным, Средним и Южным мавзолеями. Узгенские мавзолеи выстроены в одну линию и представляют единую композицию, хотя были построены в разные года. Мавзолеи Узгена многократно изучались, публиковались и ремонтировались. Они подробно описаны в работах многих советских и современных исследователей.

## История
Из надписей на портале Северного Узгентского мавзолея известно, что он был возведен в 1152 г. для упокоения праха караханидского удельного правителя Ферганы Тогрул-карахана Хусейна ибн Хасана ибн Али. Южный мавзолей, построенный в 1187 г., предназначен для погребения другого караханидского удельного владетеля Тогрул-хакана Наср ибн Хусейна, правившего в Касане, другом ферганском городе, но, видимо, пожелавшего быть погребенным рядом со своим отцом, могила которого была в Северном мавзолее.

## Архитектура
Фасады всех зданий вытянуты в линию и ориентированы не совсем точно на запад, но традиционно левый мавзолей называется северным, правый — южным.
Квадратное помещение северного мавзолея со сторонами 7,50—7,52 метров перекрыто куполом, восстановленным в 1928—1929 годах. Контуры тромпов и осевых ниш окаймлены выкружками — прием, известный только в Узгене. Другая особенность внутренней архитектуры северного мавзолея — пояс-фриз высотой около 1 метра между октагоном и основанием купола, увеличивающий общую высоту здания до 12,5 метров.
Входную арку с низко опущенными пятами обегает надпись, выполненная в резной терракоте почерком «насх» и содержащая дату строительства — 547 год хиджры, 1153 год н. э. Другая надпись, горизонтальная, проходящая по щекам и щипцу ниши на уровне пят арки, сделана почерком «куфи»; в ней сообщено, что здесь погребён Тогрул Кара Хакан Хусейн — караханид, известный и как Джелаледдин аль Хусейн.
По старым фотографиям известна ныне разрушенная уникальная декорация, украшавшая щипцовую стену портального свода. Выполненная из резного ганча, она представляла собой группу из трёх арок со сложным скульптурным заполнением из растительных мотивов, — побеги с веерообразными листьями. В пространстве над аркадой были представлены две декоративные фестончатые арки типа «даурипая», опирающиеся на вершины нижних арок; фон внутри верхних арок и вокруг был заполнен симметричными группами таких же, как внизу, растительных мотивов.
Резной ганчевый декор хорошей сохранности покрывает и свод портальной ниши, но здесь его трактовка иная — не рельефно-пластичная, а плоскостная, ковровая; в узор — распространенный мотив восьмиконечных звезд и промежуточных крестов — вплетен рисунок из тонких овалов и крестовин, который придает расхожему мотиву неузнаваемо новый уникальный характер. Новизна отличает и декоративную обработку фона: промежутки орнаментальной сетки сплошь заполнены мелкими резными спиралями, которые находят неожиданно близкую аналогию в декоративных приемах начала XX века — в искусстве, называемом по-русски модерном.
Два других фасада здания представляют собой голые стены; на заднем восточном фасаде заметны торцы деревянных связей, уходящих на разных уровнях в кладку и предназначенных её укреплять.
Южный мавзолей в Узгене был пристроен к руинам среднего здания в 1186/87 годах — через 34 года после северного. Это самое маленькое здание трехкупольной группы построено из продолговатого (характерного для Узгена) кирпича. Дата строительства сохранилась среди надписей на фасаде, но имя погребенного не уцелело. Мавзолей был поставлен на остатки какой-то древней постройки, примыкавшей с юга к среднему зданию, тогда, вероятно, ещё живому.
Квадратное помещение размером 6,40x6,43 метров и высотой около 11 метров традиционно перекрыто куполом на октагоне с угловыми тромпами и осевыми нишами того же очертания.